# Erythranthe gracilipes
Erythranthe gracilipes är en gyckelblomsväxtart som först beskrevs av Benjamin Lincoln Robinson, och fick sitt nu gällande namn av N.S.Fraga. Erythranthe gracilipes ingår i släktet Erythranthe och familjen gyckelblomsväxter. Inga underarter finns listade i Catalogue of Life.